# دره‌پنبه‌دان (سقز)
دره‌پنبه‌دان روستایی از توابع بخش مرکزی در شهرستان سقز است که در استان کردستان ایران قرار دارد.

## جمعیت
این روستا در دهستان سرا واقع شده و براساس سرشماری سال ۱۳۸۵، جمعیت آن ۱۱۱ نفر (۲۳ خانوار) بوده‌است.